# Lorry-Mardigny
Pour les articles homonymes, voir Lorry (homonymie).
Lorry-Mardigny est une commune française située dans le département de la Moselle en région Grand Est.

## Géographie
La commune se compose de deux villages distincts Lorry-Mardigny: (anct. Lorry-devant-le-Pont jusqu'en 1870), le chef-lieu de la commune, et Mardigny, le village voisin, plus petit que le premier.

### Communes limitrophes
| Arry                             |                                               | Marieulles |
|                                  | Lorry-Mardigny                                | Sillegny   |
| Vittonville (Meurthe-et-Moselle) | Bouxières-sous-Froidmont (Meurthe-et-Moselle) | Cheminot   |

### Hydrographie
La commune est située dans le bassin versant du Rhin au sein du bassin Rhin-Meuse. Elle est drainée par le fossé de l'Etang et le ru des Crux.

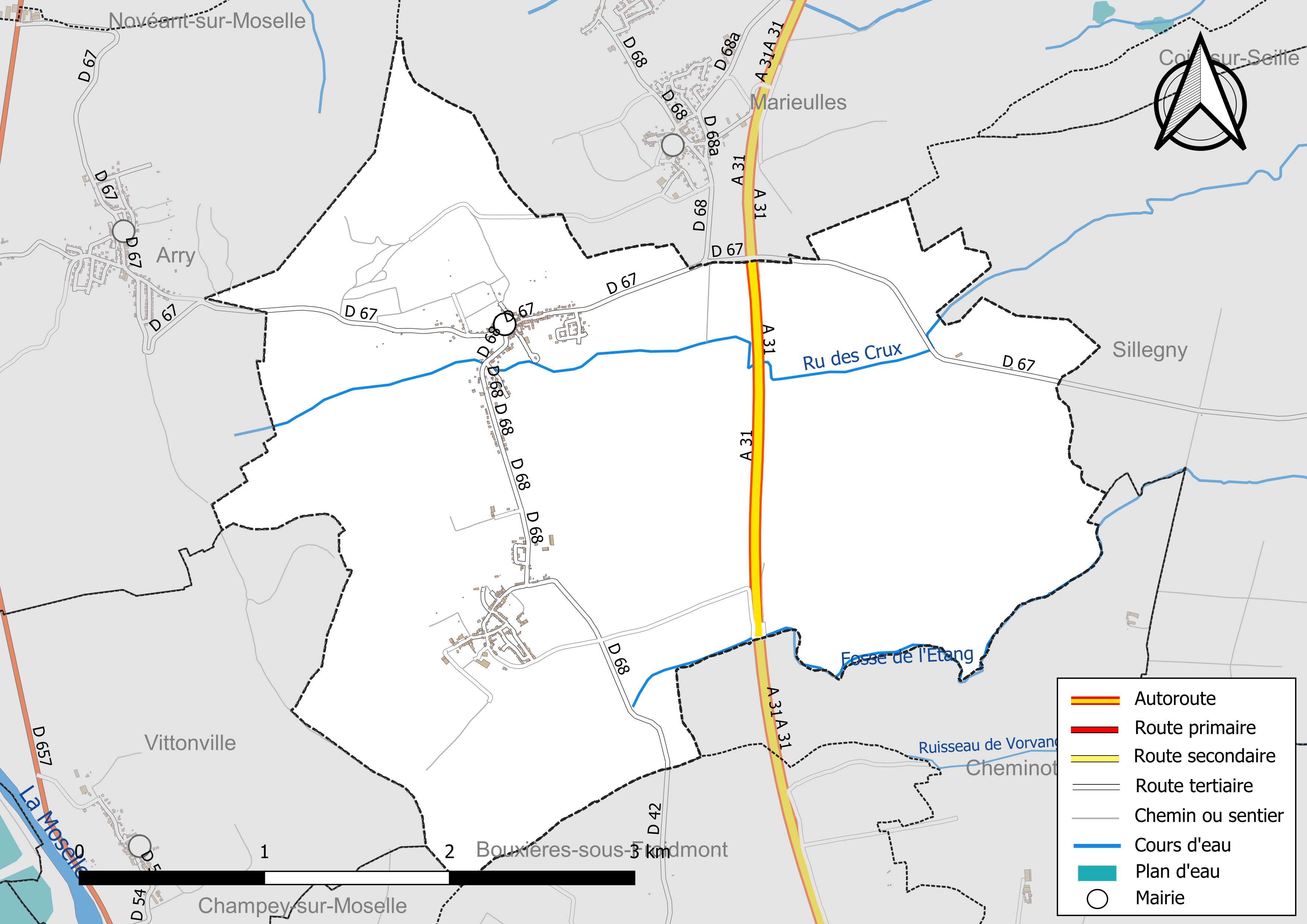
Réseaux hydrographique et routier de Lorry-Mardigny.

### Climat
Pour des articles plus généraux, voir Climat du Grand Est et Climat de la Moselle.
En 2010, le climat de la commune est de type climat des marges montargnardes, selon une étude du Centre national de la recherche scientifique s'appuyant sur une série de données couvrant la période 1971-2000. En 2020, Météo-France publie une typologie des climats de la France métropolitaine dans laquelle la commune est exposée à un climat semi-continental et est dans la région climatique  Lorraine, plateau de Langres, Morvan, caractérisée par un hiver rude (1,5 °C), des vents modérés et des brouillards fréquents en automne et hiver. 
Pour la période 1971-2000, la température annuelle moyenne est de 9,5 °C, avec une amplitude thermique annuelle de 16,5 °C. Le cumul annuel moyen de précipitations est de 818 mm, avec 12,4 jours de précipitations en janvier et 9,4 jours en juillet. Pour la période 1991-2020, la température moyenne annuelle observée sur la station météorologique de Météo-France la plus proche, « Metz-Frescaty », sur la commune d'Augny à 8 km à vol d'oiseau, est de 11,1 °C et le cumul annuel moyen de précipitations est de 713,5 mm. 
La température maximale relevée sur cette station est de 39,7 °C, atteinte le 25 juillet 2019 ; la température minimale est de −23,2 °C, atteinte le 17 février 1956,,. 
Les paramètres climatiques de la commune ont été estimés pour le milieu du siècle (2041-2070) selon différents scénarios d'émission de gaz à effet de serre à partir des nouvelles projections climatiques de référence DRIAS-2020. Ils sont consultables sur un site dédié publié par Météo-France en novembre 2022.

## Urbanisme

### Typologie
Au 1er janvier 2024, Lorry-Mardigny est catégorisée commune rurale à habitat dispersé, selon la nouvelle grille communale de densité à sept niveaux définie par l'Insee en 2022.
Elle est située hors unité urbaine. Par ailleurs la commune fait partie de l'aire d'attraction de Metz, dont elle est une commune de la couronne,. Cette aire, qui regroupe 245 communes, est catégorisée dans les aires de 200 000 à moins de 700 000 habitants,.

### Occupation des sols
L'occupation des sols de la commune, telle qu'elle ressort de la base de données européenne d’occupation biophysique des sols Corine Land Cover (CLC), est marquée par l'importance des territoires agricoles (67,6 % en 2018), une proportion sensiblement équivalente à celle de 1990 (66,9 %). La répartition détaillée en 2018 est la suivante : 
terres arables (40,3 %), forêts (29,9 %), zones agricoles hétérogènes (14,4 %), prairies (12,9 %), zones urbanisées (2,4 %), milieux à végétation arbustive et/ou herbacée (0,1 %). L'évolution de l’occupation des sols de la commune et de ses infrastructures peut être observée sur les différentes représentations cartographiques du territoire : la carte de Cassini (XVIIIe siècle), la carte d'état-major (1820-1866) et les cartes ou photos aériennes de l'IGN pour la période actuelle (1950 à aujourd'hui).

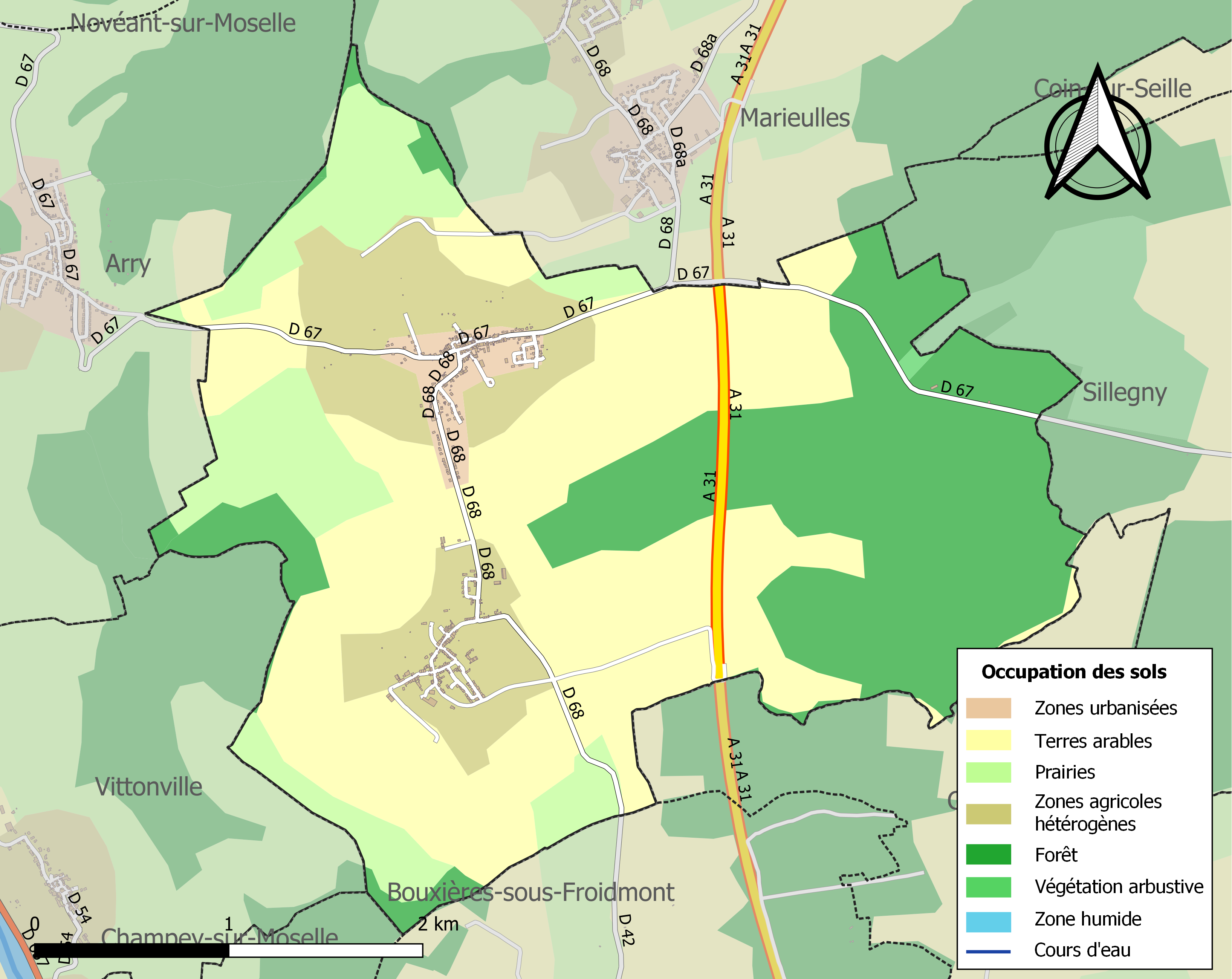
Carte des infrastructures et de l'occupation des sols de la commune en 2018 (CLC).

## Toponymie
- Lorry : Lorey (1404) ; Lorey-sous-Froimont (1418) ; Lory devant le Pont (1440) ; Lorey devant le Pont (1497) ; La Wowerie de Lori devant le pont (1516) ; Leury (XVIIe siècle) ; Lori prope Mardigni (1606) ; Lorri (1756), Lorry devant le Pont (1801).
- Mardigny : Mardenei (1128) ; Merdegney (XVe siècle) ; Merdeney (1404) ; Mardeney (1444) ; Merdigney (1513) ; Mardegni (1560).
- Nom allemand de la commune pendant l'annexion: Lorringen-Mardeningen.

## Histoire
- Dépendait de l'ancien Pays Messin en l'Isle.
- La seigneurie de Lorry relevait du princier de la cathédrale jusqu'à la Révolution pour Lorry. Les seigneurs voués appartenaient à de puissantes familles messines jusqu'au XVIe siècle ; puis ce sont des parlementaires (Parlement de Metz)
- La seigneurie de Mardigny appartenait chapitre de la cathédrale de Metz. À partir du XVIe siècle, elle passe à de riches familles puis à des parlementaires.
- Au XVIe siècle, la maison forte de Mardigny fut souvent assiégée durant les guerres entre les Lorrains et les Messins : brûlée par les Lorrains en 1433, 1439, et 1489 ; en 1444 par le sieur de Commercy.
- XVIe – XVIIIe siècles : présence d'une communauté réformée calviniste, particulièrement importante au début du  XVIIe  siècle.
- De 1790 à 2015, Lorry-Mardigny est une commune du canton de Verny.
- 1871-1918 : à la suite du traité de Francort (10/05/1871) Lorry-Mardigny est annexé à l'empire allemand comme toute l'Alsace-Lorraine. La commune est à la frontière avec la France.

### Seconde Guerre mondiale
À l'été 1940, Lorry-Mardigny est annexé de facto par le Troisième Reich. Le 17 août, les familles non originaires d'Alsace-Moselle sont expulsées vers la Zone libre. Le 13 novembre 1940, la presque totalité de la population restante est à son tour expulsée par l'occupant allemand. À partir de Lyon, les familles se répartissent dans près de 20 départements de la Zone libre et ne reviennent qu'au printemps 1945. Des familles de colons allemands (Siedler) occupent le village jusqu'à sa libération : Mardigny le 15 septembre 1940, Lorry le 16 septembre.
La commune fut le théâtre de dramatiques combats au cours de la bataille de Metz en septembre 1944, opposant la Ve division de la 3e armée américaine à la 462e division allemande Hantoreich appuyée par des troupes des 3e, 15e et 17e divisions blindées.

## Politique et administration
| Période                                  | Période  | Identité                       | Étiquette | Qualité |
| ---------------------------------------- | -------- | ------------------------------ | --------- | ------- |
| 1834                                     | 1872     | Louis-Alphonse George de Lemud |           |         |
| 1891                                     | 1919     | Jean-Charles Pichard           |           |         |
| 1919                                     | 1919     | Auguste Gaillot                |           |         |
| 1920                                     | 1923     | Joseph Legris                  |           |         |
| 1923                                     | 1926     | Hubert Maujean                 |           |         |
| 1926                                     | 1935     | Anatole Butin                  |           |         |
| 1935                                     | 1956     | Edmond Moncelle                |           |         |
| 1956                                     | 1959     | Lucien Serrier                 |           |         |
| 1959                                     | 1968     | Emmanuel Dufour                |           |         |
| 1968                                     | 1989     | Lucien Samson                  |           |         |
| 1989                                     | 1995     | Gabriel Hausberger             |           |         |
| mars 1995                                | 2000     | Anne-Marie Damien              |           |         |
| 2000                                     | En cours | Philippe Hardy                 |           |         |
| Les données manquantes sont à compléter. |          |                                |           |         |

## Démographie
L'évolution du nombre d'habitants est connue à travers les recensements de la population effectués dans la commune depuis 1793. Pour les communes de moins de 10 000 habitants, une enquête de recensement portant sur toute la population est réalisée tous les cinq ans, les populations de référence des années intermédiaires étant quant à elles estimées par interpolation ou extrapolation. Pour la commune, le premier recensement exhaustif entrant dans le cadre du nouveau dispositif a été réalisé en 2006.

En 2022, la commune comptait 678 habitants, en évolution de +5,94 % par rapport à 2016 (Moselle : +0,52 %, France hors Mayotte : +2,11 %).
| 1793 | 1800 | 1806 | 1821 | 1836 | 1841 | 1861 | 1866 | 1871 |
| ---- | ---- | ---- | ---- | ---- | ---- | ---- | ---- | ---- |
| 614  | 463  | 490  | 717  | 709  | 707  | 685  | 685  | 678  |

| 1875 | 1880 | 1885 | 1890 | 1895 | 1900 | 1905 | 1910 | 1921 |
| ---- | ---- | ---- | ---- | ---- | ---- | ---- | ---- | ---- |
| 640  | 607  | 596  | 598  | 589  | 560  | 580  | 542  | 390  |

| 1926 | 1931 | 1936 | 1946 | 1954 | 1962 | 1968 | 1975 | 1982 |
| ---- | ---- | ---- | ---- | ---- | ---- | ---- | ---- | ---- |
| 360  | 352  | 354  | 303  | 308  | 337  | 341  | 347  | 373  |

| 1990 | 1999 | 2006 | 2011 | 2016 | 2021 | 2022 | - | - |
| ---- | ---- | ---- | ---- | ---- | ---- | ---- | - | - |
| 449  | 490  | 568  | 624  | 640  | 671  | 678  | - | - |

## Lieux et monuments
- Passage d'une voie romaine ;
- Château de Lorry XVIIIe siècle et murs de clôture du parc inscrits  au titre des monuments historiques par arrêté du 29 juin 1993[19] ;
- Château de Mardigny XIVe siècle, remanié XVIe siècle et XXe siècle : tour-porche XVIe siècle, façades et toitures du bâtiment d'habitation, tourelle à l'angle nord-ouest du bâtiment classées par arrêté du 19 septembre 1963[20] ; communs, ruines de tour, douves et pont inscrits par arrêté du 9 novembre 1984[20] ;

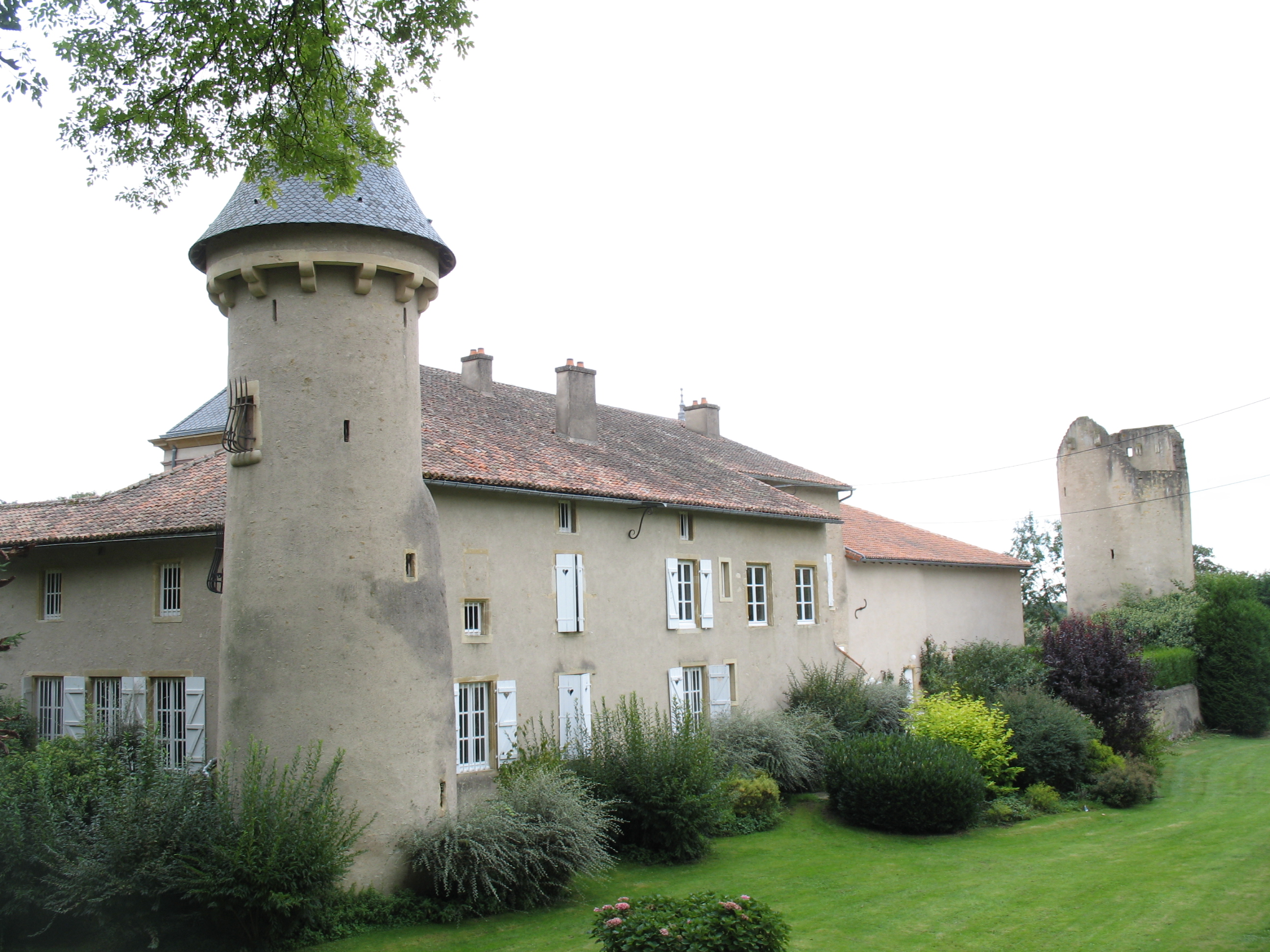
Château de Mardigny à Lorry-Mardigny, vue de la façade ouest.
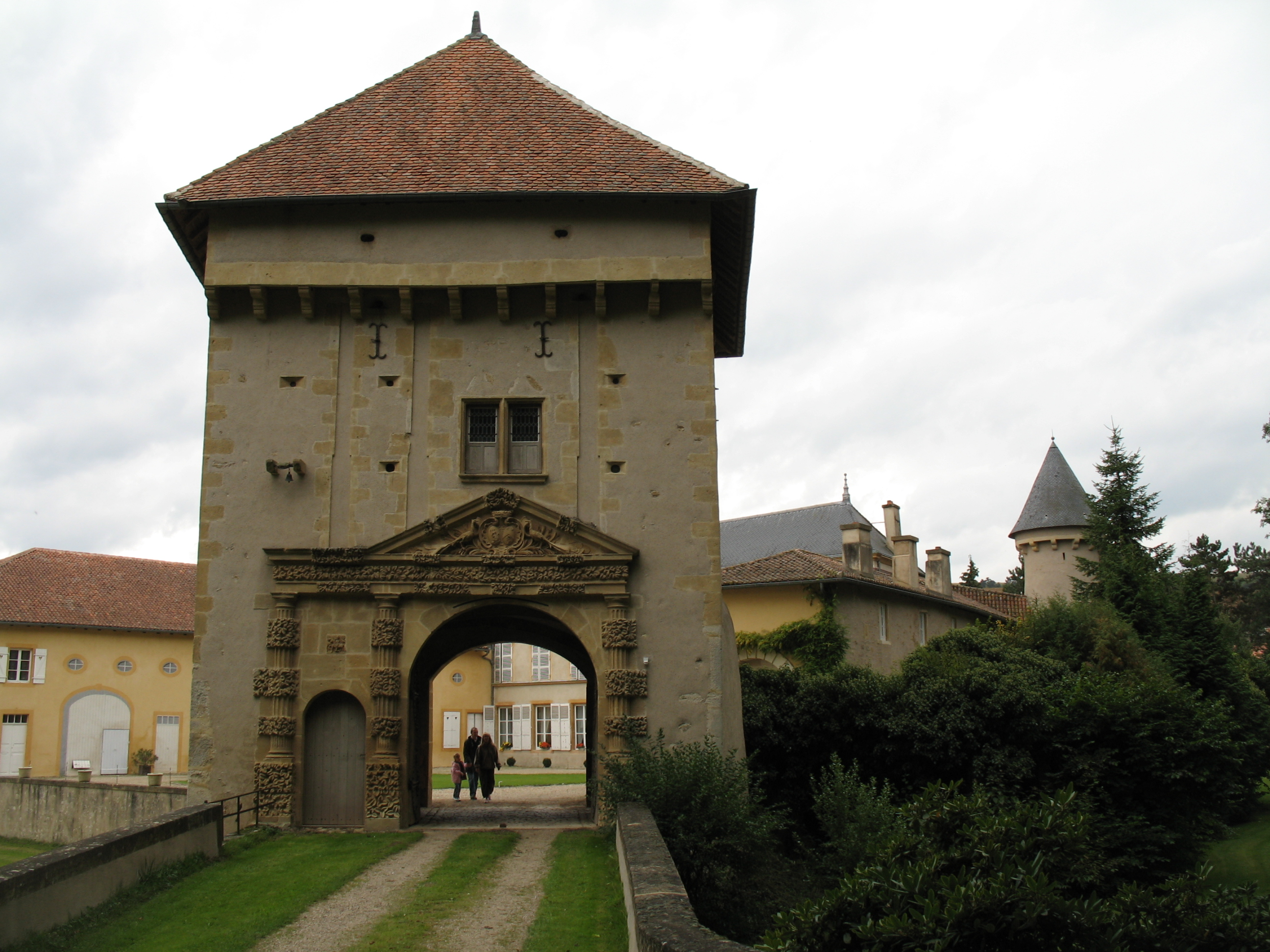
Château de Mardigny, tour d'entrée au nord.
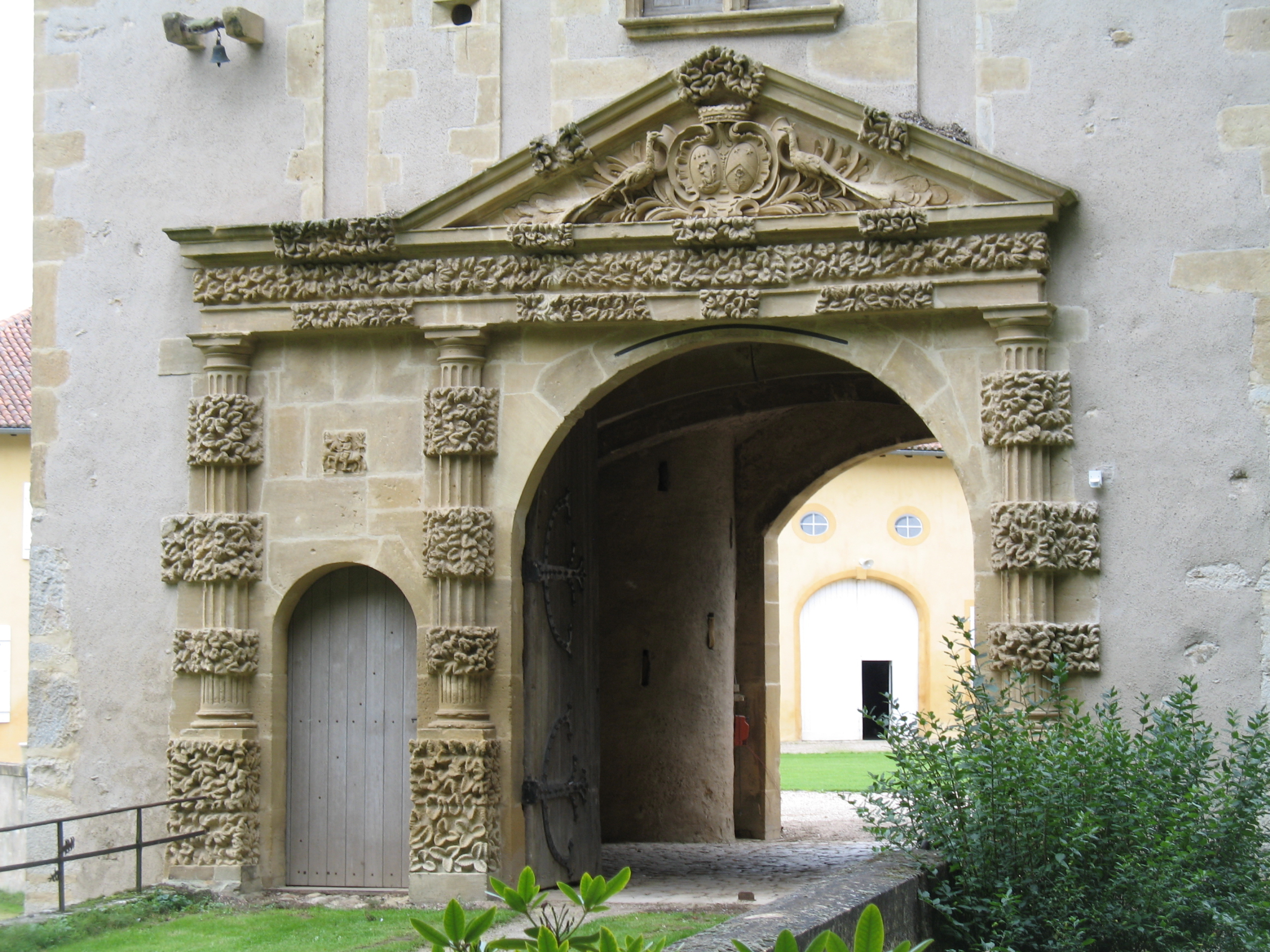
Château de Mardigny, détail de la porte d'entrée nord.
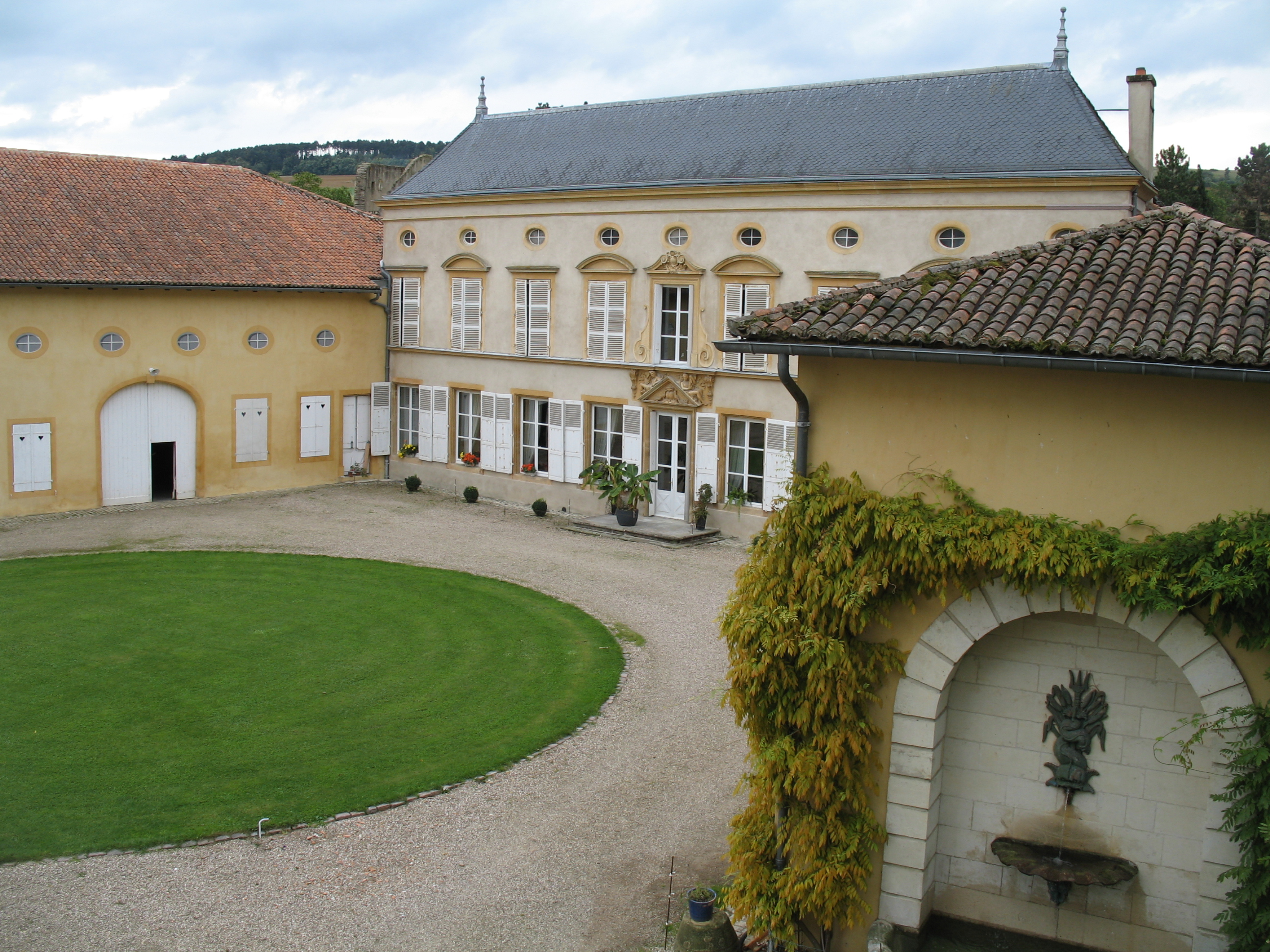
Château de Mardigny, vue de la cour intérieure.
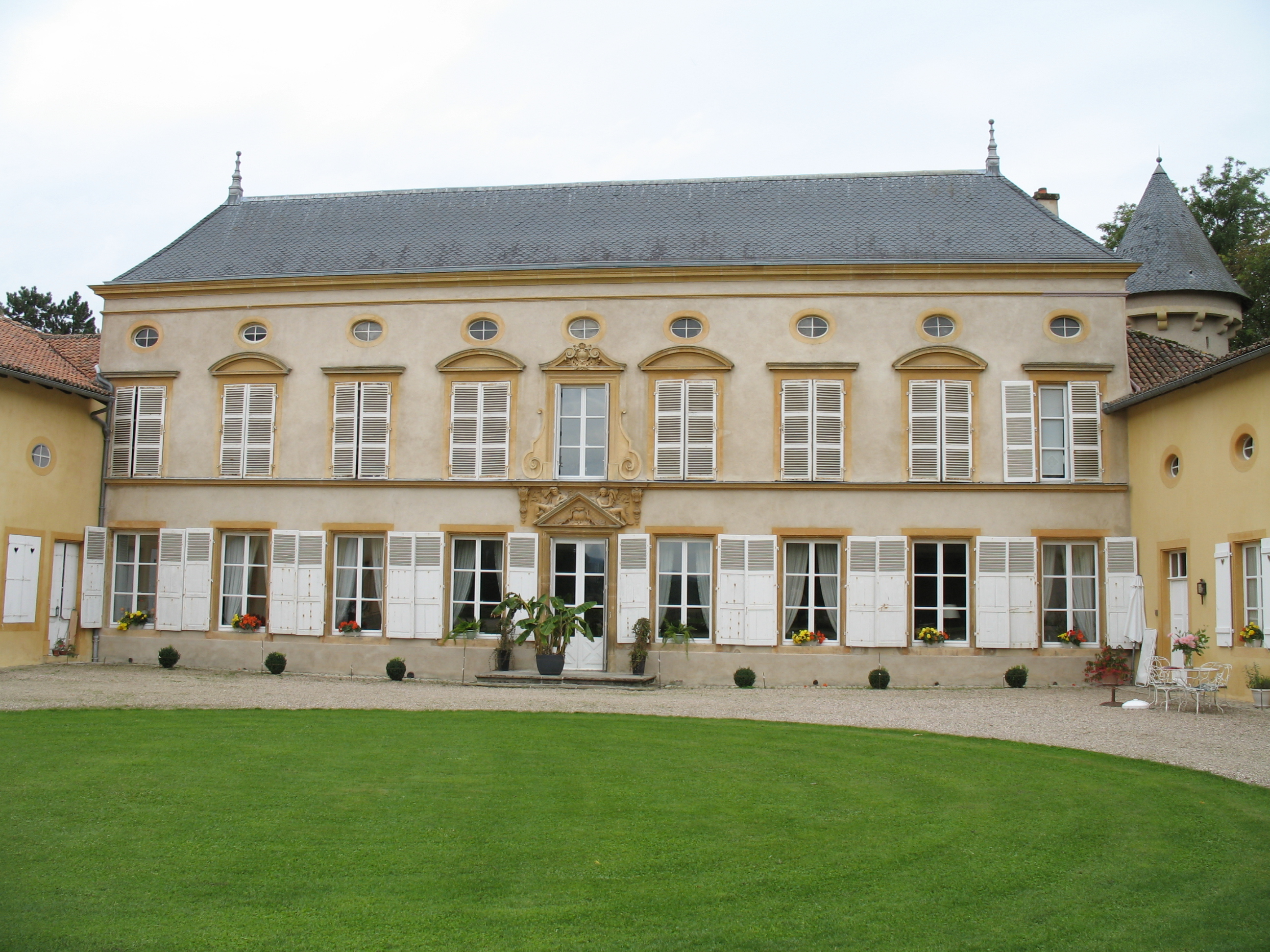
Château de Mardigny, vue de la cour intérieure.
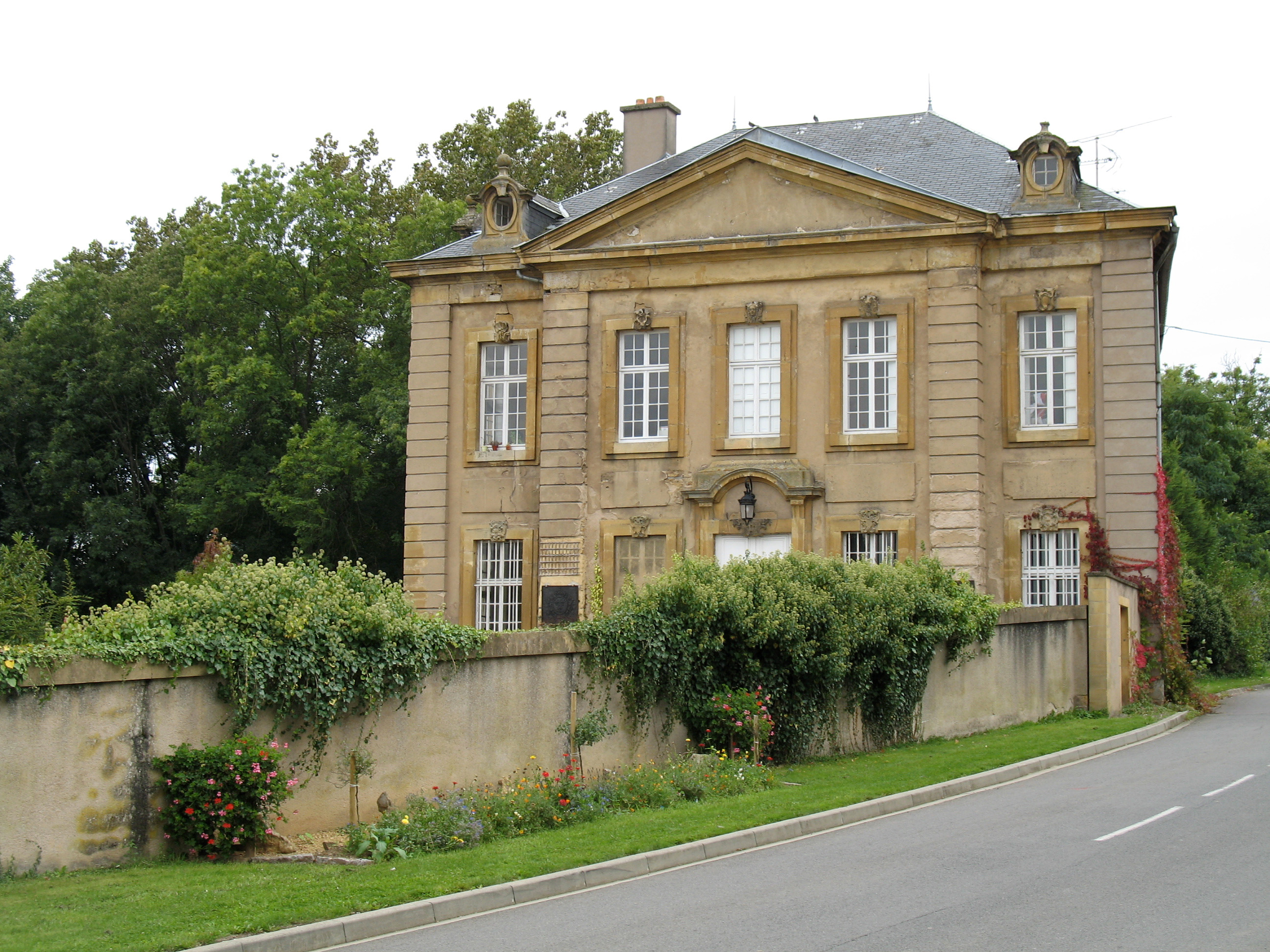
Château de Lorry, façade.

### Édifices religieux
- Église romane Sainte-Croix de Lorry-devant-le-Pont, XIIe siècle : trois nefs, chœur semi-circulaire, tour d'escalier XIVe siècle ; extérieur fortifié, crénelé, percé de fenêtres de tir ; peintures murales réalisées par le peintre alsacien Édouard Weltz (1876-1945) dont l’œuvre la plus importante se trouve à l'église de Langatte ; église classée au titre des monuments historiques par arrêté du 9 juillet 1889[21] ;
- Église paroissiale Saint-Laurent de Mardigny, 1849 : clocher roman et ancien chœur XIIe siècle inscrits par arrêté du 4 juillet 1997[22] ;
- Chapelle Notre-Dame de La Salette de Mardigny, néo-gothique, 1881.

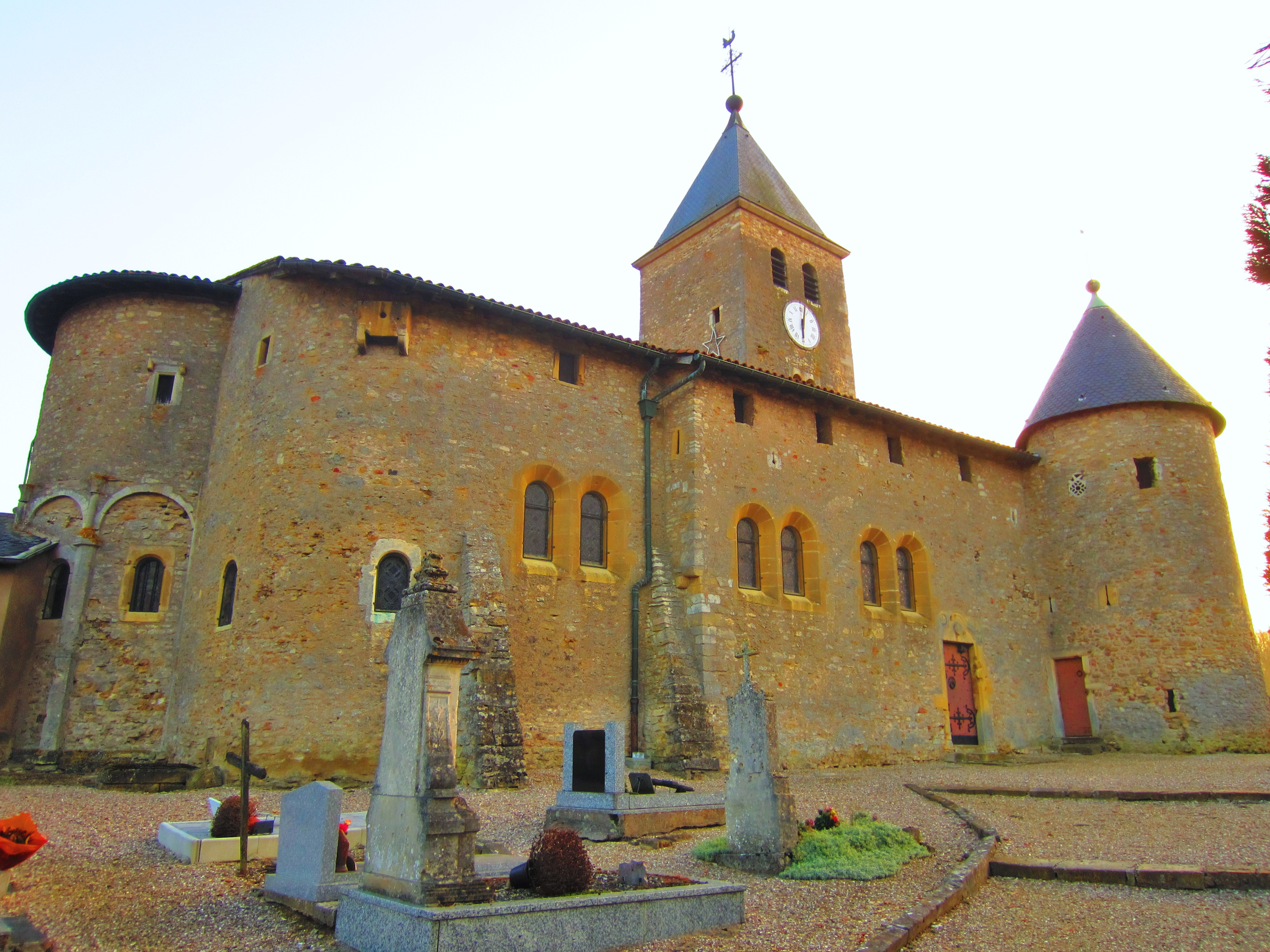
Église Sainte-Croix de Lorry-devant-le-Pont.
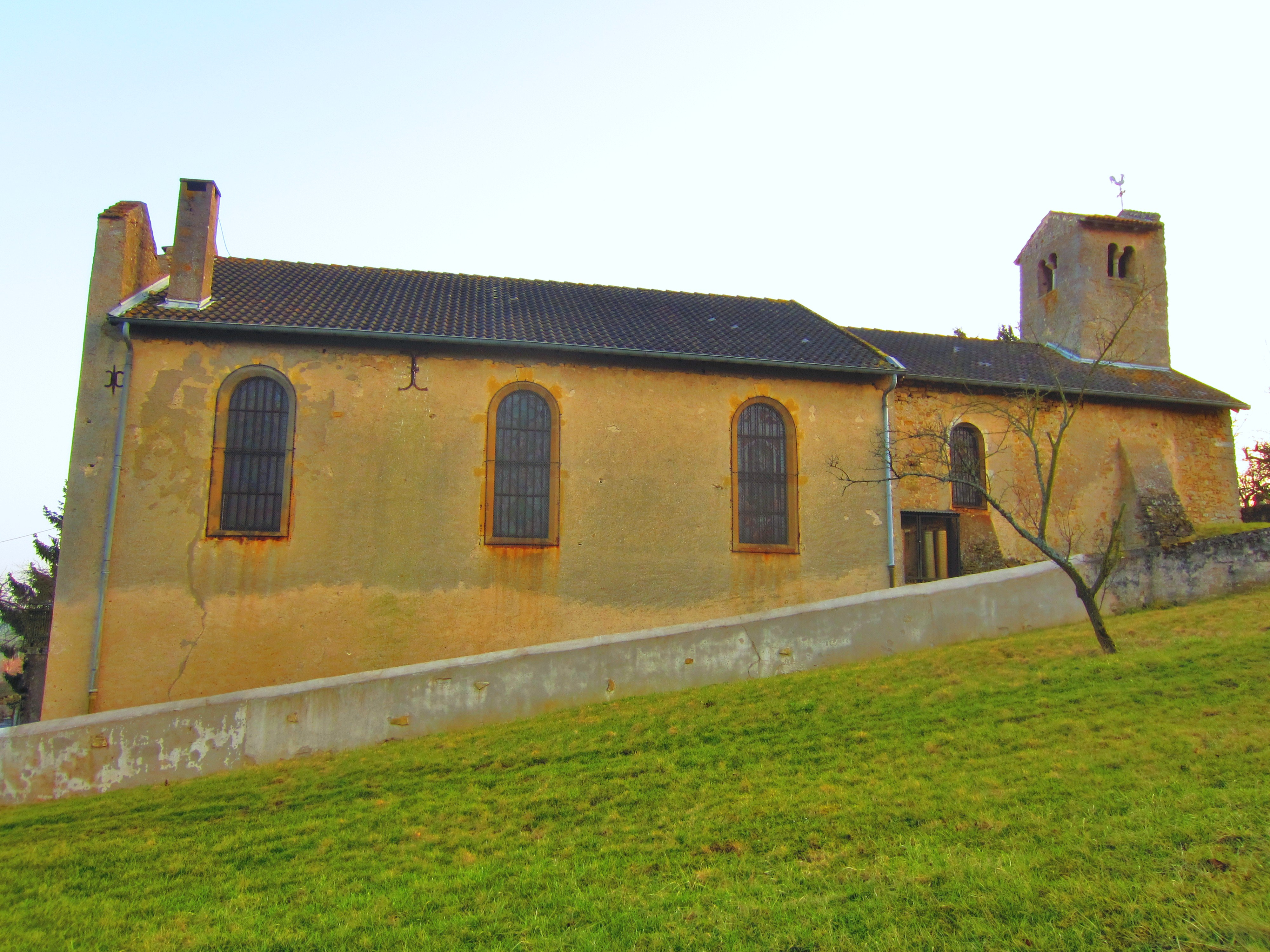
Église Saint-Laurent de Mardigny.
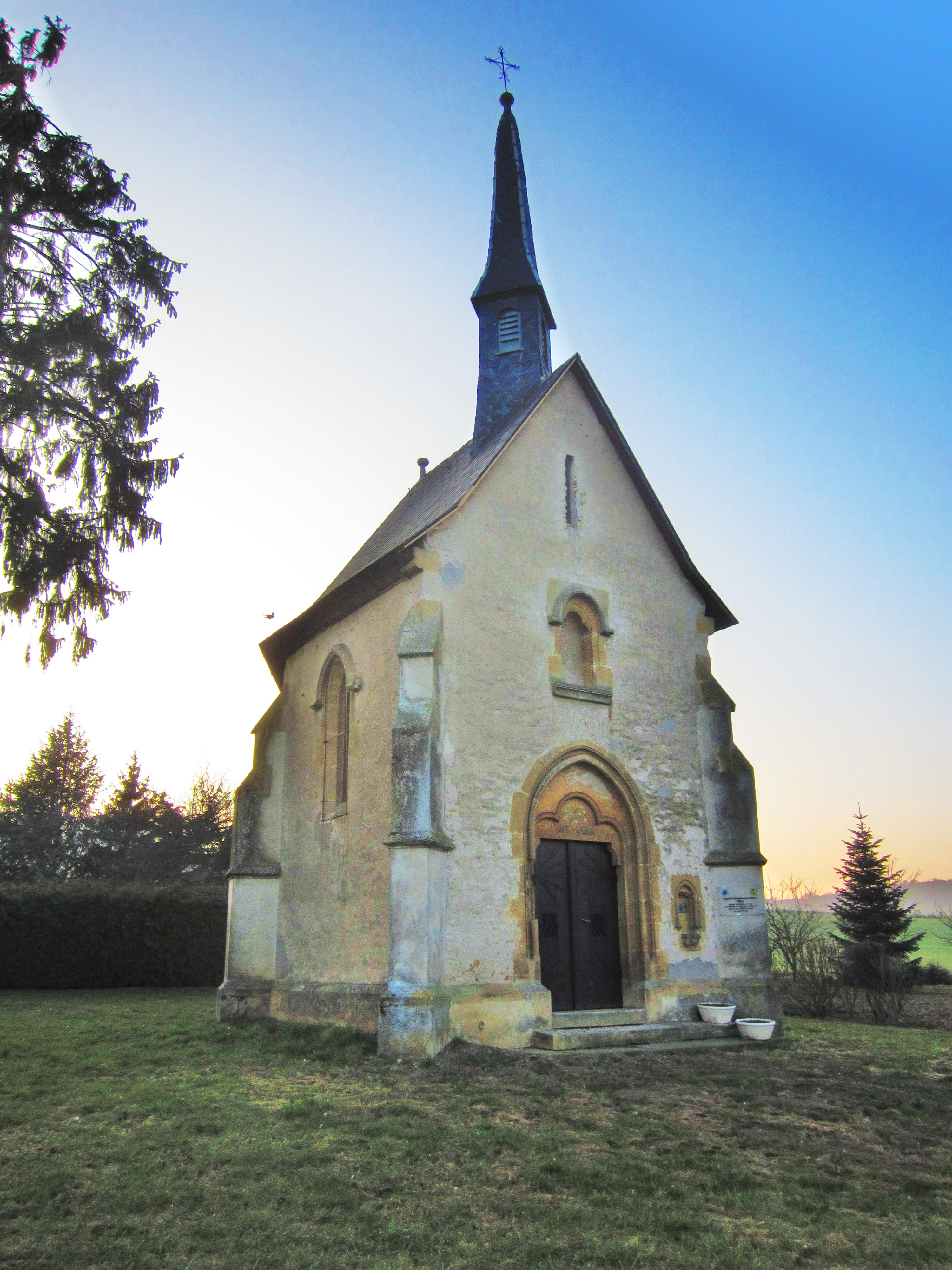
Chapelle Notre-Dame de La Salette.
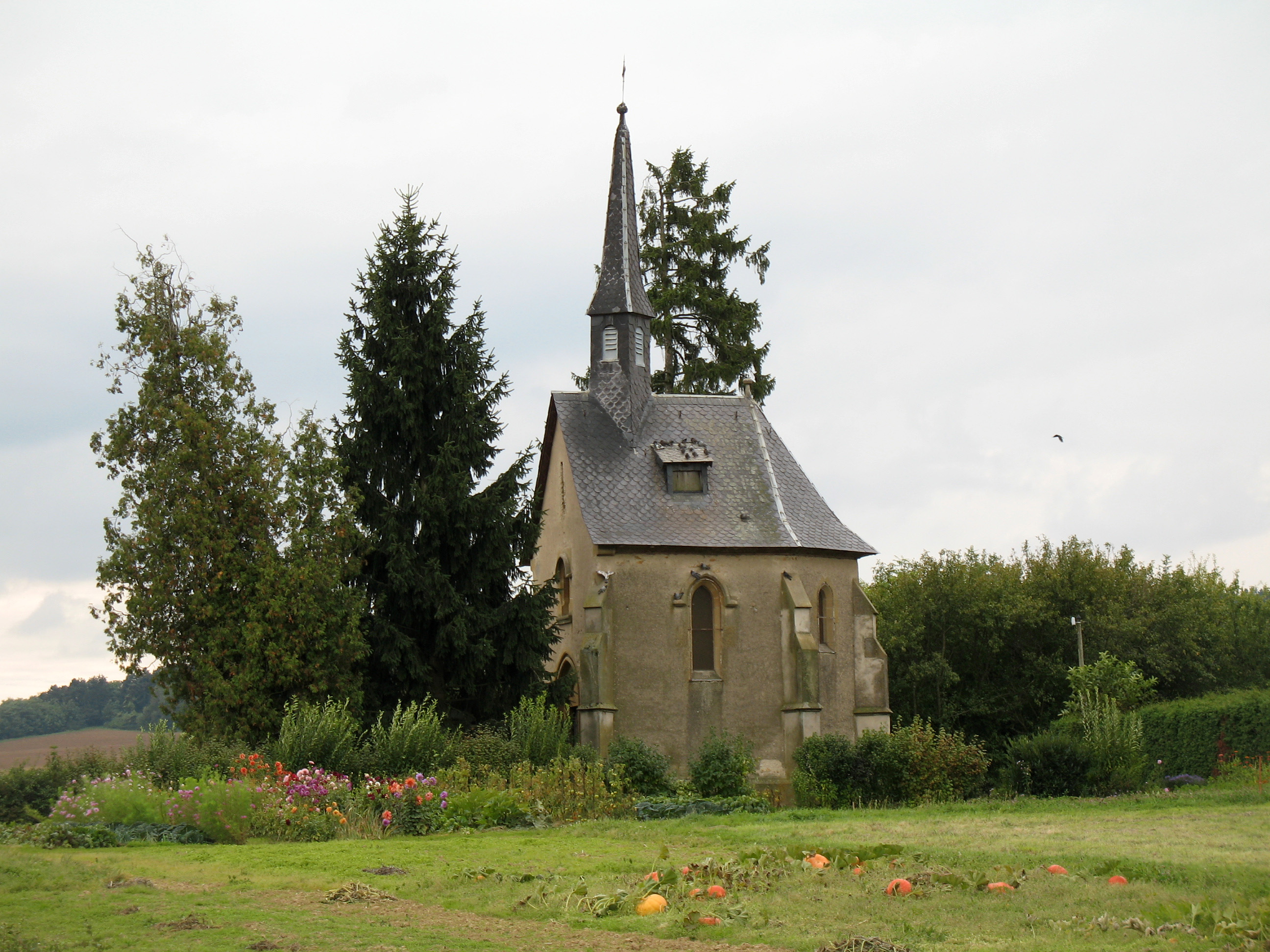
Chapelle Notre-Dame de La Salette.